# فک راهب مدیترانه
فک راهب مدیترانه (نام علمی: Monachus monachus) نام یک گونه از تیره فک‌های بی‌گوش است.